# Лајм Риџ (Висконсин)
Лајм Риџ (енгл. Lime Ridge) град је у америчкој савезној држави Висконсин.

## Демографија
По попису из 2010. године број становника је 162, што је 7 (-4,1%) становника мање него 2000. године.
| Група             | 2000.       | 2010.       |
| Белци             | 168 (99,4%) | 161 (99,4%) |
| Афроамериканци    | 0 (0,0%)    | 0 (0,0%)    |
| Азијати           | 0 (0,0%)    | 0 (0,0%)    |
| Хиспаноамериканци | 1 (0,6%)    | 0 (0,0%)    |
| Укупно            | 169         | 162         |